# La Voz de Vietnam
La Voz de Vietnam o VOV (también conocido como La Voz de Vietnam Radio, vietnamita : Đài Tiếng nói Việt Nam ) es la emisora de radio nacional vietnamita . Controlado directamente por el gobierno de Vietnam, con tiene la tarea de propagar las políticas del Partido y las leyes del estado.

## Historia
Antes del año 1945, a los vietnamitas se les prohibía poseer receptores de radio,[cita requerida] y la transmisión estaba bajo el control del gobierno colonial francés, quien estableció la primera estación de radio en Vietnam, Radio Saigón, a fines de la década de 1920.[cita requerida]
La estación de radio nacional de Vietnam, ahora llamada Voice of Vietnam, comenzó a transmitir desde Dalat una semana después de la declaración de la República Democrática de Vietnam con la frase "Esta es la voz de Vietnam, transmitiendo desde Hanoi, la capital de la República Democrática de Vietnam. Vietnam."  Durante la Guerra de Vietnam, Radio Hanoi fungió el papel de una herramienta de propaganda de Vietnam del Norte . En agosto de 1968, Voice of Vietnam inició transmisiones de distancia corta para los vietnamitas que viven en el extranjero.
Vietnam del Sur estableció su propia red en Saigón en 1955 con inspiración de las raíces de la antigua estación del Estado de Vietnam, llamada Radio Vietnam . Mientras tanto, en 1962, la NLFSVN estableció su propia estación de radio, llamada Liberation Radio Station .
Después de la Reunificación, todas las estaciones de radio se combinaron en la ya mencionada Voice of Vietnam, que se convirtió en una estación de radio nacional en 1978.
En 1990, VOV lanzó su primera estación FM, con frecuencia en 100.0 Megahercio. En un principio, esta emisora se dedicaba a la programación musical, de entretenimiento y de información. Posteriormente pasó a ser la frecuencia de la emisora de noticias (VOV1), mientras que el contenido musical se fue transferido a la frecuencia FM 102.7 MHz - que es la estación de música VOV3 hoy en día.
El programa en vietnamita para la diáspora vietnamita se emitió por primera vez el 16 de agosto de 1991 a distancia corta y larga, siguiendo los programas en lengua extranjera desde la fundación del servicio exterior de la cadena de radio. Ese mismo año se creó la emisora VOV2, orientada a la sociocultura.
En 1998,  la Voz de Vietnam Radio publicó su primer periódico, llamado Voz de Vietnam . Al mismo tiempo, se inauguró el primer canal de radio FM para la comunidad extranjera en Vietnam, operado y gestionado por VOV World Service. La estación transmite en la frecuencia de FM 105.5 MHz en Hanoi y 105,7 MHz en Ciudad Ho Chi Minh. Al año siguiente (1999), VOV amplió su plataforma y alcance con el lanzamiento de la página web de noticias www.vovnews.vn (luego www.vov.vn).
El 1 de octubre de 2004, VOV comenzó a transmitir VOV4, una estación de radio dedicada a las minorías de Vietnam alrededor del país.
A partir del 7 de septiembre de 2008, con la intención de conmemorar el 68 aniversario de la fundación de la red, VOV lanzó su propio canal de televisión. Originalmente llamado Hệ phát thanh có hình (lit. Estación de radio visualizada ), se le cambió el nombre a Kênh Truyền hình Đài Tiếng nói Việt Nam o Kênh Truyền hình Tiếng nói Việt Nam ( Canal de televisión Voice of Vietnam ) después de que en 2012 VOV obtuviera la licencia para operar el sistema de televisión.
A partir del 18 de mayo de 2009 se estableció la Red de Transporte VOV. La primera transmisión oficial fue Hanoi el 21 de junio de 2009 con la frecuencia de FM 91.0 MHz, se expandió hacia el sur, primero con la ciudad de Ho Chi Minh el 2 de enero de 2010 con la misma frecuencia, luego a la región del delta del Mekong el 25 de junio de 2017 con la frecuencia FM 90.0 Megahercio.
Desde 2015 hasta 2018, VOV cooperó con la Oficina de la Asamblea Nacional de Vietnam para transmitir un canal de televisión que se enfocaba en las actividades políticas vietnamitas y diversos temas relacionados.
El 2 de junio de 2015, Voice of Vietnam adquirió de manera oficial la Red de Televisión Digital VTC del Ministerio de Información y Comunicaciones . Primeramente fue propiedad de Vietnam Multimedia Corporation desde el 2004 hasta el 2013. En el mismo año, la estación de radio en el idioma inglés VOV English 24/7 comenzó a transmitir pruebas el 1 de octubre y después de más de un mes comenzó a transmitir oficialmente, el 6 de noviembre, bajo la frecuencia de FM 104.0. Megahercio.
En 2016, VOV relanzó la estación de MHz FM 89.0 en una estación orientada a un público con interés en temas de salud.
A partir de 2017, VOV comenzó a operar la aplicación VOV Media en teléfonos inteligentes y, en 2020, VOV lanzó VOV LIVE, una plataforma digital que ofrece entre sus servicios de radio y televisión en vivo con programas a petición también.

## Servicios

### Radio
La VOV actualmente opera ocho estaciones de radio nacionales y una internacional, cuatro de las cuales solo están disponibles en frecuencias de FM; una funcionando como un bloque en la estación hermana; además de transmisiones en vivo y escucha en aplicaciones como VOV LIVE y VOV Media.
- VOV1 – noticias y eventos recientes; además de eventos nacionales importantes en vivo, reuniones del parlamento, etc. La música, la literatura y el teatro son los únicos campos que quedan fuera de este formato. Transmite 20,5 horas al día, con transmisión simultánea nocturna de VOV3 desde la medianoche hasta las 04:45 (excepto para la radio analógica que cerrará sesión durante este período de tiempo). Disponible en 94-100 FM, 594-711 MW y 5.975-7.21 SW.
- VOV2 – cultura, deporte, ocio, ciencia y educación. Transmite 20,5 horas al día; disponible en 96.5-103.5 FM, 549-1089 MW y 6.02-9.875 SW.
- VOV3 : orientado a la música. Transmitido las 24 horas del día, con horario de música pop cooperativa temprano en la mañana (06:00 a 09:00), tiempo de conducción (17:00 a 22:00). Disponible en 102.7 FM en Hanoi, HCMC y sistemas FM nacionales.
- VOV4 – lenguas étnicas, transmisión en 11 idiomas. Disponible en MW, SW y FM con cinco alimentaciones regionales (Noroeste, Central, Tierras Altas Centrales, Ciudad Ho Chi Minh, Delta del Mekong), 12 horas al día. Los cinco feeds están disponibles en línea y en aplicaciones VOV.
- VOV5 (también llamado VOV World ) – servicio internacional. Transmitiendo en 13 idiomas extranjeros a muchas partes del mundo a través de onda corta analógica y digital, transmisión por Internet y podcasting, satélite, retransmisiones de FM y MW. La transmisión vietnamita está disponible en 105.5 FM en Hanoi y 105.7 FM en Ciudad Ho Chi Minh de 07:00 a 23:00 (16 horas al día)
- VOV6 - programas de literatura y arte, un bloque en VOV2 con tiempo aire diversal.
- Servicio de tráfico VOV : información de transporte. Dividido en tres canales separados: Servicio de tráfico VOV - Hanoi, Servicio de tráfico VOV - Ciudad Ho Chi Minh y Mekong FM . Las ediciones Hanoi y HCMC están disponibles en 91.0 FM, mientras que la edición Mekong está disponible en 90.0 FM. Todos estos canales se transmiten las 24 horas del día.
- VOV FM 89 MHz – programas consumidores de salud, medio ambiente y seguridad, 17 horas al día. Houses Xone FM, un bloque de programación orientado a la música, se transmite durante el día (07:00 a 13:00) y en auto (17:00 a 21:00). Fiel a su nombre, esta estación de radio está disponible en 89.0 FM en Hanoi, HCMC y varias áreas.
- VOV English 24/7 : programas en inglés, 18 horas al día. Disponible en 104.0 FM en Hanoi, Hue y HCMC.

### Televisión
- Canal de televisión VOV TV
- Red VTC Televisión Digital

### Otras plataformas
- Voice of Vietnam : periódico impreso de VOV, publicado por primera vez el 2 de noviembre de 1998. A partir de 2012, el formato de periódico VOV fue cambiado a un formato más compacto; Después regresó al formato berlinés original
- VOV. VN : página web de VOV; lanzado por primera vez el 3 de septiembre de 1999 con el nombre de VOV NEWS
- VOV Media : funciones multimedia, disponibles en el móvil